# Dioon rzedowskii
Dioon rzedowskii De Luca, A.Moretti, Sabato & Vázq.Torres è una pianta appartenente alla famiglia delle Zamiaceae, endemica del Messico.

## Descrizione
Il fusto delle piante adulte raggiunge i 5 m di altezza per 30–40 cm di diametro.
Le foglie sono lunghe circa 160 cm, nella pianta giovane dotate di spine che scompaiono negli esemplari adulti. Crescono in direzione ascendente rispetto al rachide ma nelle piante più vecchie possono trovarsi reclinate. Le foglioline sono larghe fino a 1 cm nella parte mediana e affusolate in maniera asimmetrica.

## Distribuzione e habitat
Le piante sono endemiche dello stato di Oaxaca, in Messico. Crescono in piccoli gruppi nelle foreste tropicali, nelle fratture dei declivi calcarei, dove si accumulano i nutrienti.

## Conservazione
La IUCN Red List classifica D. rzedowskii come specie in pericolo e la sua popolazione è in diminuzione. La maggiore minaccia per questa specie è la distruzione del suo habitat per scopi agricoli..